# وليام وليامز
وليام وليامز (بالإنجليزية: William Williams) (و. 1731 – 1811 م) هو سياسي، وتاجر من المملكة المتحدة. ولد في كونيتيكت.
توفي في كونيتيكت، عن عمر يناهز 80 عاماً.

## التعليم
تعلم في جامعة هارفارد.